# پمبینا
پمبینا (انگلیسی: Pembina) شرکت خدمات نفتی کانادایی است، که در سال ۱۹۵۴ تأسیس شد.